# Beynac
Beynac (okzitanisch: Beinac) ist eine Gemeinde mit 727 Einwohnern (Stand: 1. Januar 2022) im französischen Département Haute-Vienne in der Region Nouvelle-Aquitaine. Beynac ist Teil des Kantons Aixe-sur-Vienne im Arrondissement Limoges. Die Einwohner werden Beynacois genannt.

## Geografie
Beynac liegt etwa 17 Kilometer südwestlich von Limoges. Der Fluss Vienne bildet die nördliche Gemeindegrenze. Umgeben wird Beynac von den Nachbargemeinden Isle im Norden, Bosmie-l’Aiguille im Osten, Burgnac im Süden und Südosten, Saint-Martin-le-Vieux im Westen und Südwesten sowie Aixe-sur-Vienne im Westen und Nordwesten.

## Bevölkerungsentwicklung
| 1962                      | 1968 | 1975 | 1982 | 1990 | 1999 | 2006 | 2012 |
| ------------------------- | ---- | ---- | ---- | ---- | ---- | ---- | ---- |
| 418                       | 372  | 349  | 386  | 467  | 478  | 604  | 660  |
| Quelle: Cassini und INSEE |      |      |      |      |      |      |      |